# Lliga espanyola d'hoquei sobre patins masculina 2020-2021
La Lliga espanyola d'hoquei patins masculina 2020-2021, conegut com a OK Lliga, és la cinquantena-dozena edició de la lliga espanyola d'hoquei patins masculina. S'iniciarà el 26 de setembre de 2020 i finalitzà el 29 de maig de 2021. El FC Barcelona és l'acual campió i defensor del títol. En la temporada anterior no va ocórrer el descens degut a Pandèmia de COVID-19 que va afectar les competicions esportives espanyoles.

## Equips

### Ascensos
| Grups | Ascensos de OK Lliga Plata | Punts |
| ----- | -------------------------- | ----- |
| Nord  | Mataró                     | 30    |
| Sud   | Vendrell                   | 39    |

### Equips Participants
| Equip                 | Ciutat                   | Pavelló                |
| --------------------- | ------------------------ | ---------------------- |
| FC Barcelona          | Barcelona                | Palau Blaugrana        |
| Calafell Tot L'Any    | Calafell                 | Joan Ortoll            |
| Recam Làser Caldes    | Caldes de Montbui        | Torre Roja             |
| Garatge Plana Girona  | Girona                   | Pavelló de Palau II    |
| Igualada Rigat        | Igualada                 | Poliesportiu Les Comes |
| Deportivo Liceo       | La Corunya               | Pazo Riazor            |
| Lleida Llista         | Lleida                   | Onze de Setembre       |
| Lloret Vila Esportiva | Lloret de Mar            | Pavelló Municipal      |
| Mataró                | Mataró                   | Jaume Parera i Leon    |
| Noia Freixenet        | Sant Sadurni d'Anoia     | Pavelló Olimpic        |
| Palafrugell           | Palafrugell              | Pavelló Municipal      |
| Reus Deportiu Miró    | Reus                     | Palau Reus Deportiu    |
| Taradell              | Taradell                 | El Pujoló              |
| Vendrell              | El Vendrell              | Pavelló Vendrell       |
| Vic                   | Vic                      | Pavelló Olimpic        |
| Voltregà Stern Motor  | Sant Hipòlit de Voltregà | Pavelló Municipal      |

### Equips per comunitat autònoma
| Núm. | Comunitat Autònoma | Equips |
| ---- | ------------------ | --- |
| 15   | Catalunya          | FC Barcelona, Calafell Tot L'Any, CH Caldes, Girona CH, Igualada HC, Lleida Llista Blava, Lloret Vila Esportiva, Mataró, CE Noia, Palafrugell, Reus Deportiu Miró, Taradell, CE Vendrell, CP Vic i CP Voltregà |
| 1    | Galícia            | Liceo |

## Classificació actual
| Pos | Equip                 | PJ | PG | PE | PP | GF  | GC  | DG   | Pts | Classificació o descens                 |
| --- | --------------------- | -- | -- | -- | -- | --- | --- | ---- | --- | --------------------------------------- |
| 1   | Barcelona             | 28 | 25 | 2  | 1  | 188 | 52  | +136 | 77  | Classificació per la Copa d'Europa      |
| 2   | Deportivo Liceo       | 28 | 24 | 1  | 3  | 125 | 46  | +79  | 73  | Classificació per la Copa d'Europa      |
| 3   | Reus Deportiu Miró    | 28 | 18 | 4  | 6  | 151 | 80  | +71  | 58  | Classificació per la Copa d'Europa      |
| 4   | Recam Làser Caldes    | 28 | 18 | 4  | 6  | 108 | 80  | +28  | 58  | Classificació per la Copa d'Europa      |
| 5   | Lleida                | 28 | 15 | 5  | 8  | 89  | 71  | +18  | 50  | Classificació per la Copa WSE           |
| 6   | Noia Freixenet        | 28 | 13 | 3  | 12 | 108 | 99  | +9   | 42  | Classificació per la Copa WSE           |
| 7   | Voltregà Stern Motor  | 28 | 11 | 5  | 12 | 87  | 85  | +2   | 38  | Classificació per la Copa WSE           |
| 8   | Garatge Plana Girona  | 28 | 10 | 7  | 11 | 75  | 84  | −9   | 37  | Classificació per la Copa WSE           |
| 9   | Calafell Tot L'Any    | 28 | 11 | 3  | 14 | 89  | 104 | −15  | 36  |                                         |
| 10  | Palafrugell           | 28 | 9  | 8  | 11 | 89  | 104 | −15  | 35  |                                         |
| 11  | Igualada Rigat        | 28 | 10 | 3  | 15 | 79  | 100 | −21  | 33  | Promoció de descens a la OK Lliga Plata |
| 12  | Vendrell              | 28 | 7  | 7  | 14 | 70  | 124 | −54  | 28  | Promoció de descens a la OK Lliga Plata |
| 13  | Taradell              | 28 | 7  | 6  | 15 | 70  | 124 | −54  | 27  | Descens a la OK Lliga Plata             |
| 14  | Lloret Vila Esportiva | 28 | 5  | 9  | 14 | 77  | 123 | −46  | 24  | Descens a la OK Lliga Plata             |
| 15  | Vic                   | 28 | 4  | 1  | 23 | 50  | 132 | −82  | 13  | Descens a la OK Lliga Plata             |
| 16  | Mataró                | 28 | 1  | 4  | 23 | 50  | 132 | −82  | 7   | Descens a la OK Lliga Plata             |

## Golejadors
Els màxims golejadors de la competició són:
| Jugador          | Equip              | Gols |
| ---------------- | ------------------ | ---- |
| Àlex Rodríguez   | Reus Deportiu Miró | 37   |
| João Rodrigues   | Barcelona          | 35   |
| Jordi Adroher    | Deportivo Liceo    | 33   |
| Pablo Álvarez    | Barcelona          | 31   |
| Hélder Nunes     | Barcelona          | 30   |
| Xavi Costa       | Noia Freixenet     | 29   |
| Eloi Mitjans     | Calafell           | 29   |
| David Gelmà      | Girona             | 27   |
| Marc Gonzalez    | Lloret             | 27   |
| Raül Marín       | Reus Deportiu Miró | 26   |
| Gerard Teixidó   | Voltregà           | 24   |
| Marc Julià       | Reus Deportiu Miró | 24   |
| Sergi Canet      | Palafrugell        | 22   |
| Daniel Rodríguez | Taradell           | 21   |
| Pau Bargalló     | Barcelona          | 21   |